# Caso di Ciudad del Carmen e Copalar
Il caso di Ciudad del Carmen e Copalar riguarda un presunto avvistamento di UFO da parte dell'aeronautica messicana avvenuto durante una missione aerea dedita alla ricerca di voli di narcotrafficanti. Venne poi dimostrato che il fenomeno era causato da luci delle piattaforme petrolifere.

## Storia
Il 5 marzo 2004, alle 17:00, il bimotore Merlin C26A, con a bordo il maggiore Magdaleno Castañón Núñez, il tenente Mario Adrián Vásquez e il tecnico Germán Marín Ramirez, ha avvistato tramite il radar un raggruppamento di UFO sopra il cielo fra Ciudad del Carmen nello stato di Campeche e Copalar nello stato del Chiapas, in Messico. I tre militari hanno girato un video a infrarossi, oggi pubblico, mostrante i presunti UFO; il video è stato girato con tecnologia IR, poiché gli oggetti non erano visibili a occhio nudo. L'aereo, essendo equipaggiato di radar AN/APS 143 BV3 e di tecnologie a IR quali FLIR Star Safire II, è riuscito a rilevare e filmare gli oggetti, altrimenti non visibili. Gli oggetti sono stati filmati attraverso un sistema IR, il FLIR (Forward-Looking Infrared), montato sulla cupola del velivolo, la temperatura era di -130° e ha creato dei problemi ai sensori del sistema FLIR in otto punti.
La squadra è riuscita a stabilire attraverso il radar, che uno degli oggetti avvistati manteneva la velocità costante di 26,8224 m/s (96,5 km/h), successivamente è stato scoperto che non era uno dei presunti UFO ad avere quella velocità, ma un camion situato in un'autostrada, precisamente sotto il Merlin C26A; è stato anche accertato che gli altri segnali radar rilevati dall'operatore dell'aereo provenivano dalla direzione opposta a quella degli oggetti che sono stati filmati e pertanto sono stati spiegati con velivoli e oggetti a terra.
Il 20 aprile 2004 il giornalista messicano Jaime Maussan, conosciuto per i suoi interessi in campo ufologico, è stato contattato dal Dipartimento della Difesa del Messico per organizzare un incontro con il generale Clemente Vega Garcia. Il 22 aprile il generale Garcia ha consegnato al giornalista il filmato dell'avvistamento e lo ha autorizzato a intervistare i militari che lo avevano realizzato. Il 9 maggio Maussan ha reso noto l'avvenimento a Televisa nel corso del suo programma televisivo Los Grandes Misterios del Tercer Milenio e ha rimandato per ulteriori particolari a una conferenza stampa indetta per l'11 maggio a Città del Messico. Il 13 maggio il giornalista ha mostrato in televisione il filmato e mandato in onda le interviste con i militari autori della ripresa, dicendo anche che quel bimotore era in servizio per l'intercettazione di un aereo usato per il narcotraffico. L'avvenimento è stato ripreso anche da media stranieri, tra cui le agenzie di stampa Reuters e Associated Press, i giornali The Independent e USA Today, le emittenti televisive CNN, MSNBC e Fox News.

## Spiegazioni
Il caso è stato esaminato da scienziati, scettici (tra cui Robert Sheaffer, Tim Printy e James Smith) e ufologi (tra cui Bruce Maccabee, Claude Poher e Brad Sparks).
Una prima spiegazione degli scettici ha suggerito che gli UFO in questione possono essere spiegati come fulmini globulari, velivoli Stealth e chiarori causati da fiamme. Il capitano Alejandro Franz, dell'associazione ufologica privata Alcione, ha approcciato quest'ultima ipotesi nel luglio del 2004.
Gli scienziati dell'Universidad Nacional Autónoma de México (UNAM) nel maggio 2004 hanno spiegato il fenomeno come delle bolle di gas ionizzato, fenomeno simile ai fulmini globulari. Il vice direttore del Servizio Meteorologico messicano, Alberto Hernandez Unzon, in un'intervista del 18 maggio 2004 ha escluso la possibilità di un fenomeno meteorologico o di un miraggio.
In seguito, quelle luci saranno identificate con le fiamme delle piattaforme petrolifere dell'impianto estrattivo di Cantarell nel Golfo del Messico. Questa spiegazione è stata sostenuta non solo da scienziati e scettici, ma anche da diversi ufologi tra cui Poher. Nel settembre 2004 il capitano Franz ha compiuto un volo nella zona, effettuando alcune riprese a conferma di questa spiegazione; l'associazione ufologica statunitense NARCAP si è congratulata con Franz, mentre Maccabee ha espresso alcune riserve e l'ufologo messicano Santiago Yturria ha rifiutato completamente la spiegazione basata sulle fiamme e la verifica di Franz, affermando che il caso va considerato come "non risolto".

## Video
Il video mostra 11 sfere luminose nel cielo:
- Video dell'aeronautica mostrato ad una conferenza nel 2005